# 杨一 (1995年)
杨一（1995年2月16日—），中国河北省唐山市人，围棋职业五段棋手。他2009年入段，2019年6月升为五段。他获得2016年全国围棋个人赛男子乙组冠军。2014年至2017年代表河北新奥队参加中国围棋乙级联赛。

## 升段记录
初段：2009年7月。
二段：2010年7月。
三段：2012年7月。
四段：2016年9月。
五段：2019年6月。

## 个人生活
2020年1月6日，与中国围棋职业棋手高星四段举行婚礼。